# Josef Grünewald
Josef Grünewald (* 21. Mai 1897 in Kassel; † 1984 in Grävenwiesbach) war ein deutscher Unternehmer und Kommunalpolitiker.

## Ausbildung und Beruf
Josef Grünewald studierte an der Technischen Hochschule in Ilmenau Maschinenbau und zog nach der Heirat mit Maria geborene Gassmann nach Berlin-Spandau. Dort gründete er 1924 das „Notwerk für Arbeit“. Später arbeitete er im Reichsluftfahrtministerium.
1941 erwarb er die Firma Amepa in Wuenheim im Elsass, wohin er auch umzog. Die Firma expandierte und hatte bald 300 Mitarbeiter. Er selbst zog mit seiner Familie nach Ilfeld in Thüringen, wo er im Team von Wernher von Braun an der Entwicklung der Steuerung der V1 und V2-Rakete arbeitete.
Nach dem Krieg flüchtete er mit seiner Familie 1946 nach Grävenwiesbach, dort gründete er am 19. Mai 1946 die Firma Grünewald Feinmaschinenbau. Als erstes Produkt wurden Vorhängeschlösser gebaut. Das Unternehmen expandierte und beschäftigte 1961 etwa 170 Mitarbeiter. Zu den Produkten gehörten Vorderradantriebswellen, Sondermaschinen und Vorrichtungsbau.
1966 errichtete Josef Grünewald für seine Mitarbeiter ein Kurmittelhaus, in dem Friseur, Massage und Sauna angeboten wurden. 1970 wurde ein Hallenbad ergänzt. Im gleichen Jahr wurde ein Zweigwerk für den Gelenkwellenbau in Weilmünster errichtet.  Nach dem Tod von Josef Grünewald im Jahr 1984 wurde das Unternehmen von den Söhnen Hans und Werner Grünewald weitergeführt und ist heute noch im Familienbesitz.

## Politik
1960 bis 1972 war Josef Grünewald für die CDU als erster Beigeordneter kommunalpolitisch tätig.
Besonders die deutsch-französische Aussöhnung lag ihm am Herzen. Er initiierte daher die Gemeindepartnerschaft zwischen Grävenwiesbach und Wuenheim.

## Ehrungen
- Bundesverdienstkreuz 1. Klasse (7. Dezember 1972)[1]
- Ehrenbürger von Wuenheim
- Ehrenbürger von Grävenwiesbach
- Gedenkstein in Grävenwiesbach (Oktober 2009)
- Josef-Grünewald-Straße in Grävenwiesbach